# Trichorhina zimapanensis
Trichorhina zimapanensis är en kräftdjursart som beskrevs av Stanley B. Mulaik 1960. Trichorhina zimapanensis ingår i släktet Trichorhina och familjen myrbogråsuggor. Inga underarter finns listade i Catalogue of Life.